# Ploščiny
Ploščiny jsou přírodní rezervace na katastrálním území obce Poteč v okrese Zlín. Oblast spravuje AOPK ČR - Správa CHKO Bílé Karpaty. Přírodní rezervace je součástí evropsky významné lokality Natura 2000 Podkrálovec, spravované rovněž Správou CHKO Bílé Karpaty a Krajským úřadem Zlínského kraje.

## Předmět ochrany
Důvodem ochrany je ukázka extenzivních pastvin vyšších bělokarpatských poloh s typickou i vzácnou květenou, druhově bohatou a rozmanitou. Pestrá směs druhů různého původu. Krajinářsky jedno z nejhodnotnějších území v chráněné krajinné oblasti. Vyskytuje se zde např. okrotice mečolistá (Cephalanthera longifolia), řepíček řepíkovitý (Aremonia agrimonoides), prstnatec bezový (Dactylorhiza sambucina) aj.

## Galerie

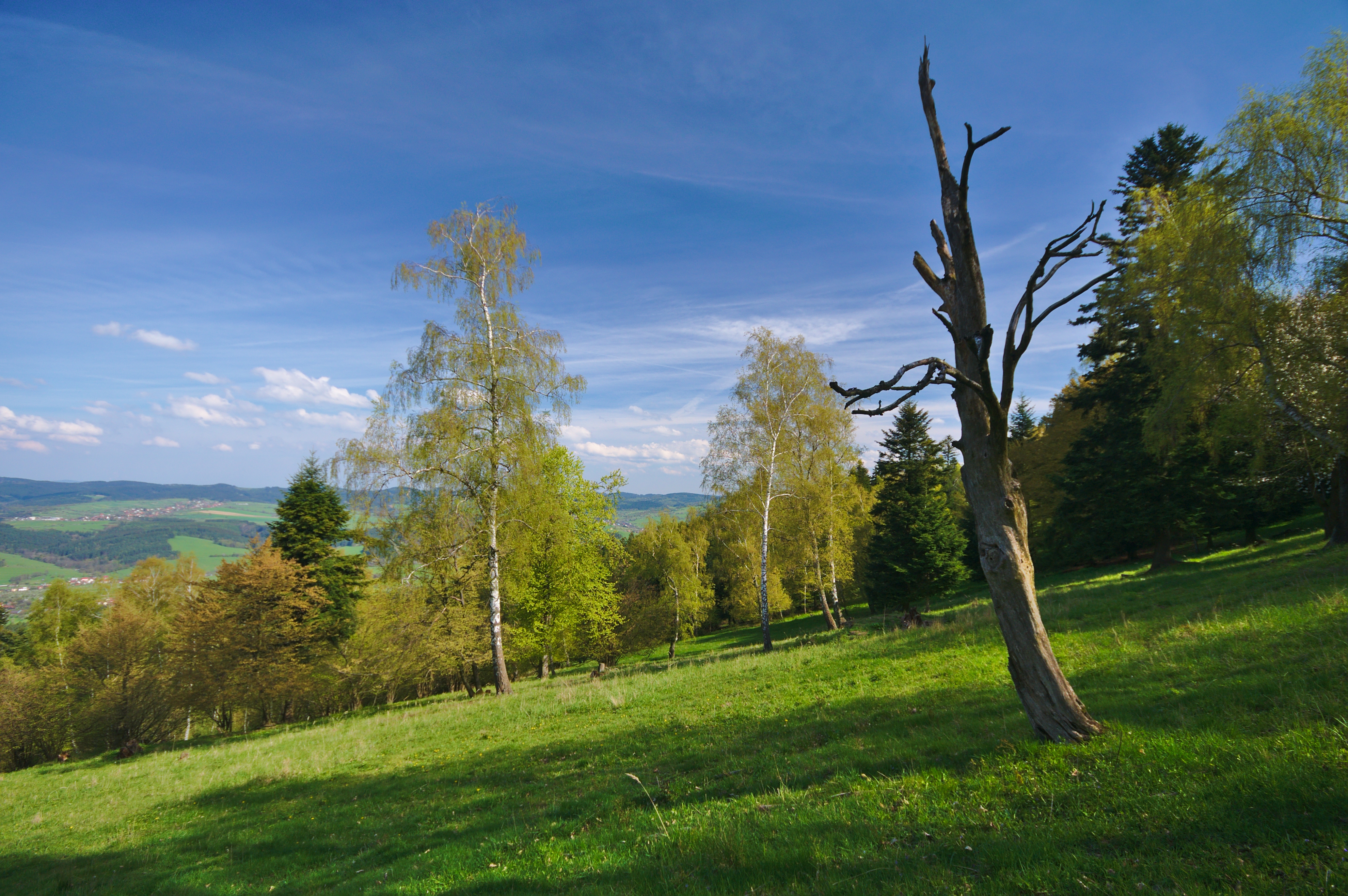
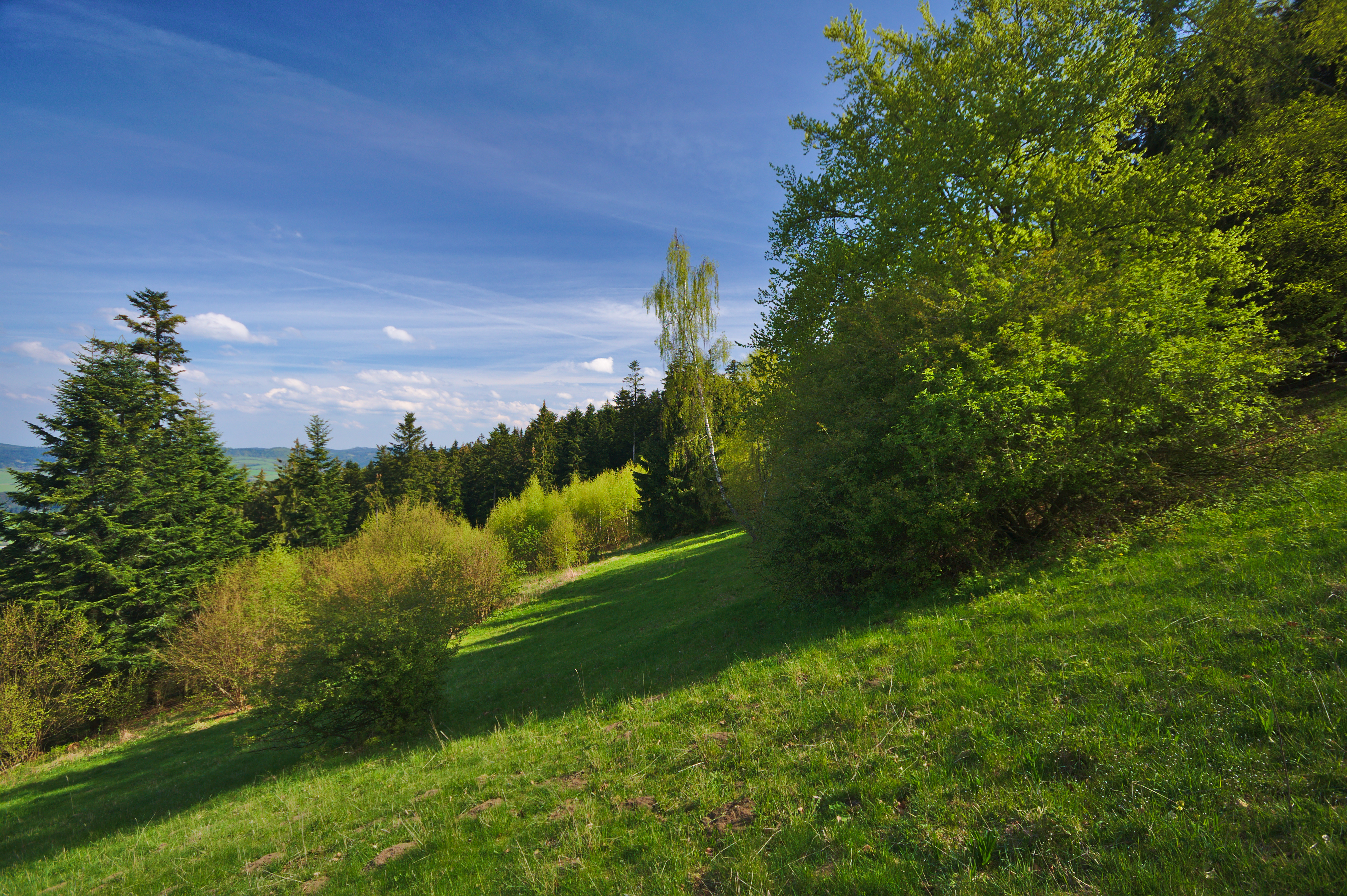
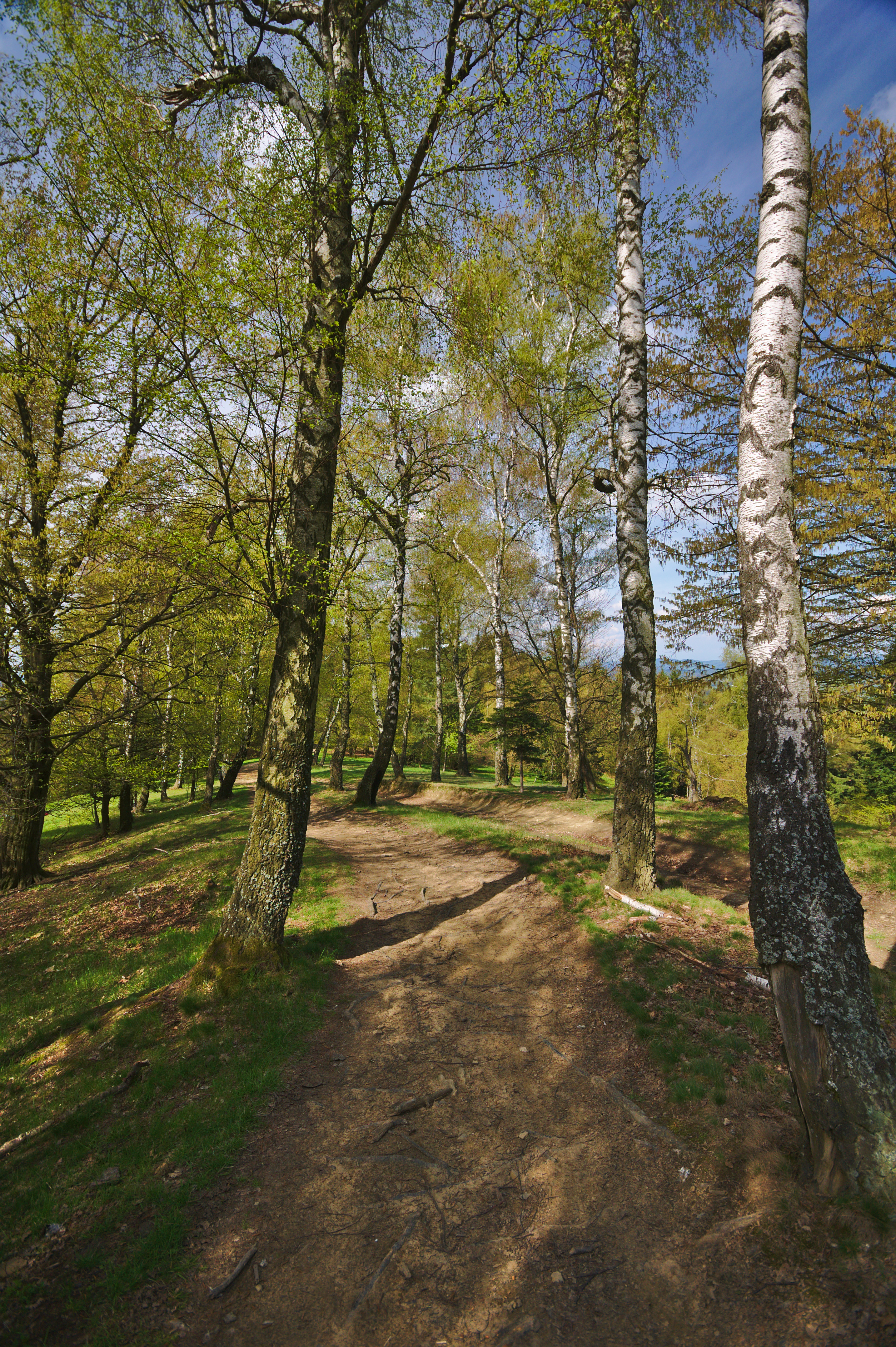
Hřebenová část přírodní rezervace je porostlá břízami
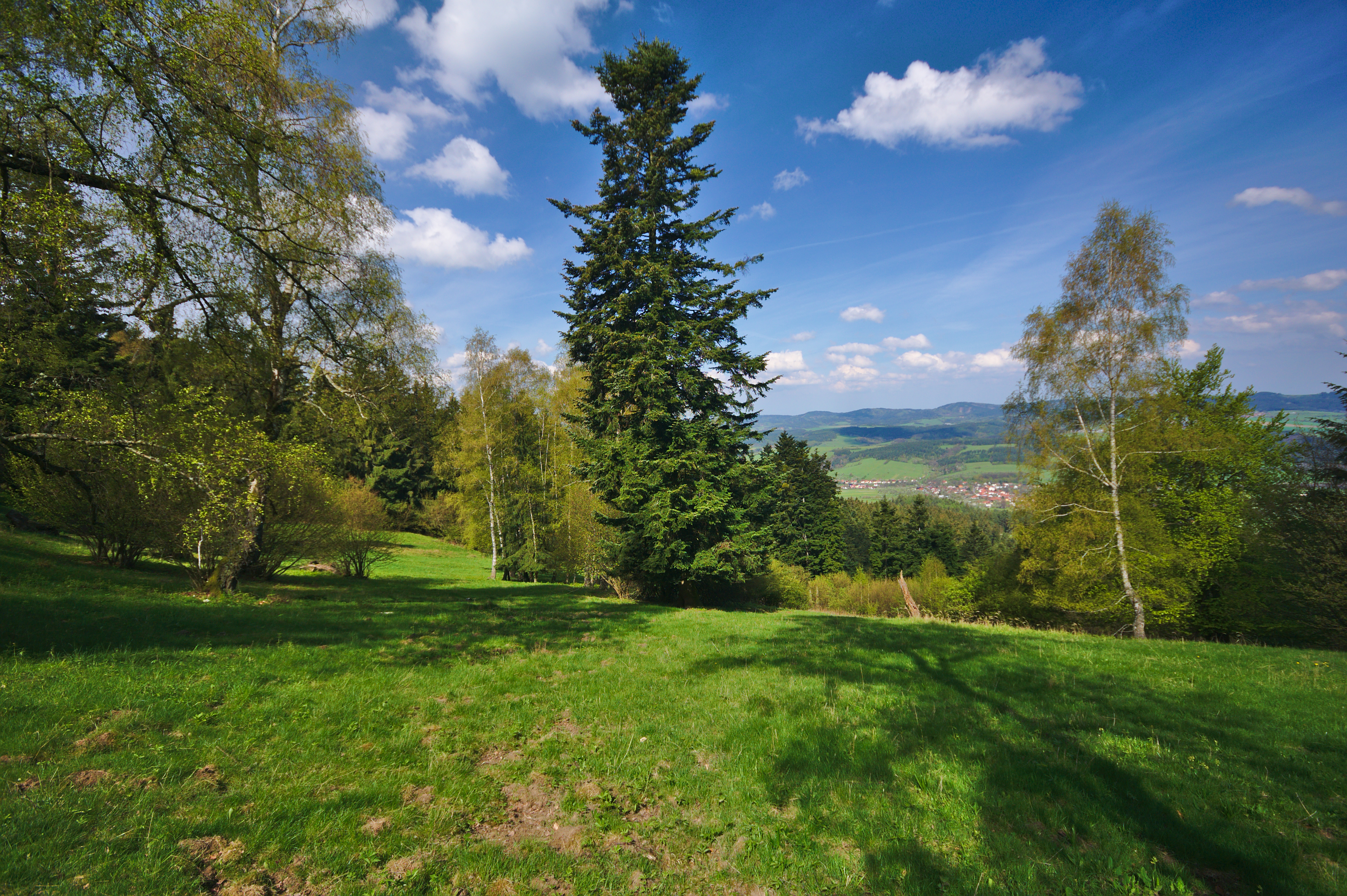
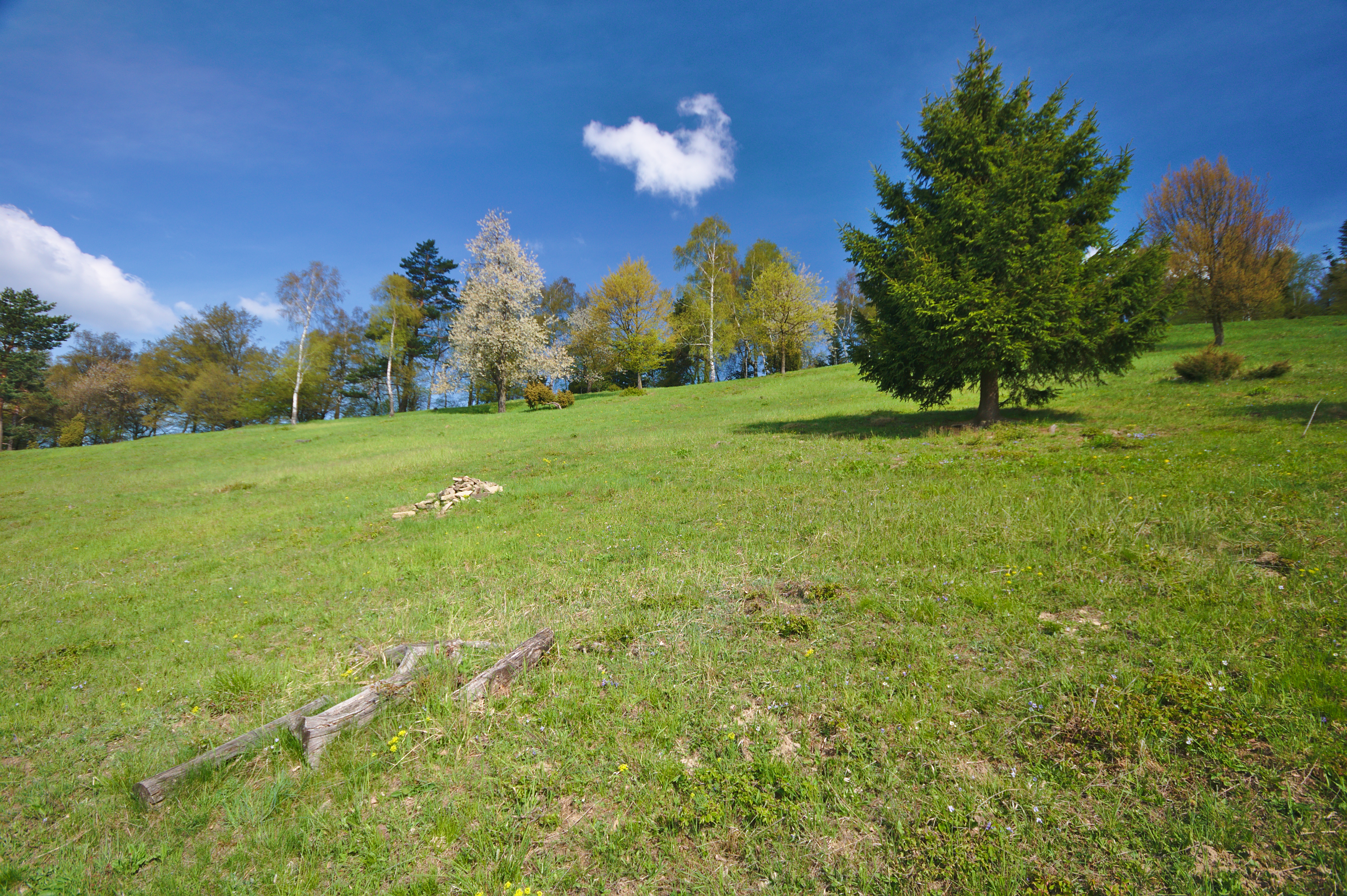
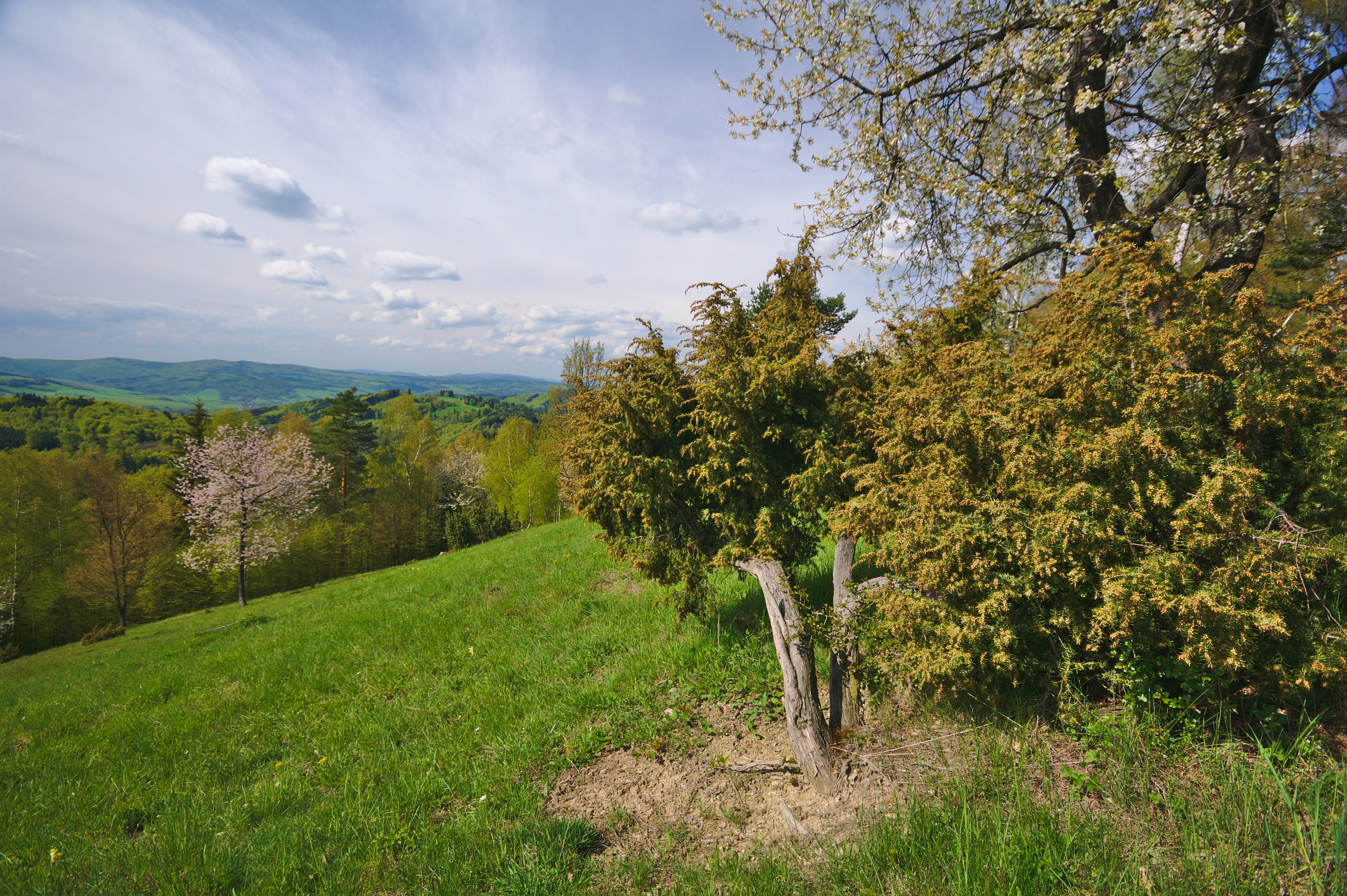